# Avatime
Avatime är ett Niger-Kongospråk som talas i Ghana, med 24 000 talare (2003). Språket talas i åtta byar.
Avatime är ett tonspråk. Modus och aspekt markeras med prefix. Den vanliga ordföljden är subjekt–verb–objekt.

## Fonologi
Avatime har följande konsonanter:
|               | Bilabial | Labiodental | Alveolar | Palatala | Velar | Labial-velar |
| ------------- | -------- | ----------- | -------- | -------- | ----- | ------------ |
| Klusil        | p b      |             | t d      |          | k g   | k͡p ɡ͡b        |
| Frikativa     | ɸ β      | f v         | s z      |          | x ɣ   | xʷ ɣʷ        |
| Affrikata     |          |             | t͡s d͡z    | t͡ʃ d͡ʒ    |       |              |
| Nasal         | m        |             | n        | ɲ        | ŋ     | ŋʷ           |
| Oral sonorant | w        |             | l/r      | j        |       |              |

Avatime har nio vokaler, /i ɪ e ɛ a ɔ o ʊ u/.